# Canon T90

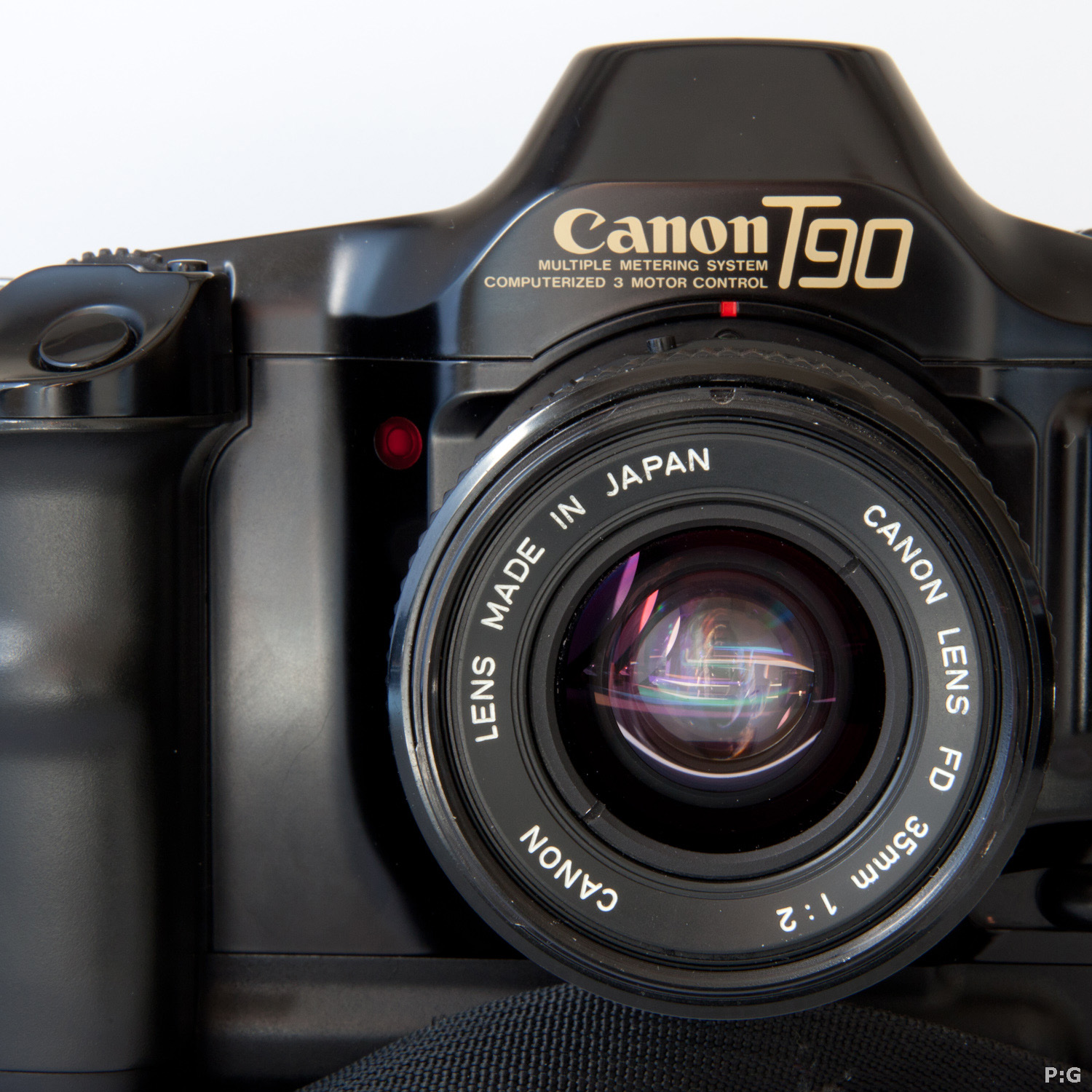
T90 Přední pohled.

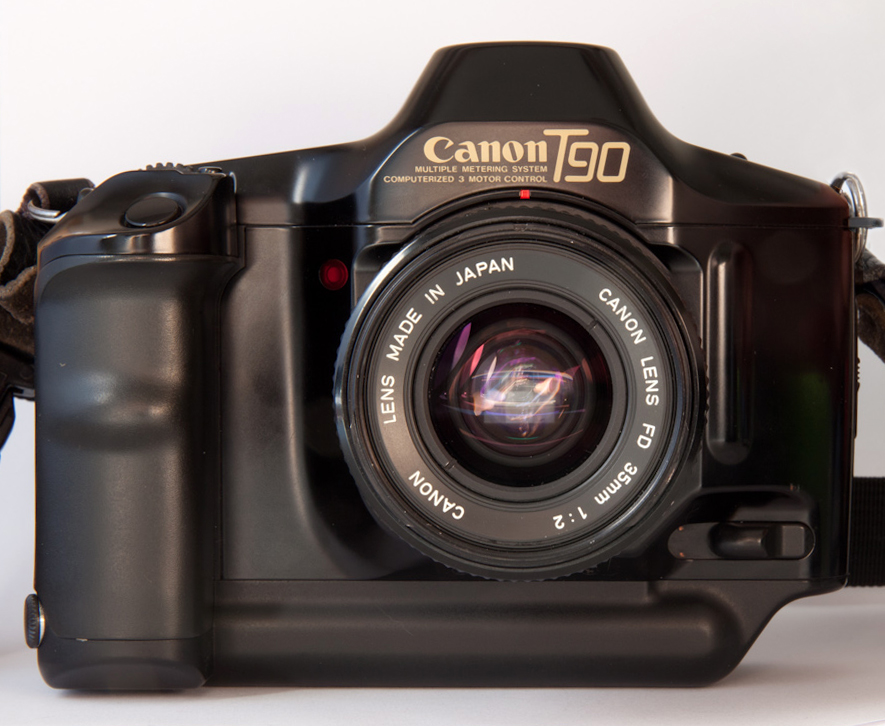
T90 celkový pohled

Canon T90 je jednooká zrcadlovka, představená firmou Canon roku 1986. Patří do řady Canon T. Jednalo se o poslední profesionální fotoaparát firmy Canon, který využíval manuální ostření a zároveň poslední profesionální fotoaparát s bajonetem FD. Ačkoli byl po roce od uvedení překonán fotoaparáty s autofocusem a novým – již nekompatibilním – formátem EOS (Electro-Optical System), T90ka zavedla hodně novinek používaných dodnes. Hlavní byly změny v uživatelském ovládání, industriální design a vysoký stupeň automatizace. 

## Design
Autorem designu byl německý průmyslový designér Luigi Colani (1928-2019).
Díky své mohutnosti se jí začalo japonskými žurnalisty přezdívat "Tank". Spousta jich stále T90ku vysoce cení i po 25 letech. Sběratel a dealer fotoaparátů Stephen Gandy říká: "... Canon T90 byl o roky napřed před čímkoli jiným na trhu své doby. Je to jednoduše jeden z nejlepších fotoaparátů Canon využívající manuální ostření v historii." a zakončuje, "Má můj hlas pro nejlepší Canon vůbec."